# Таррок (футбольный клуб)
«Таррок» (англ. Thurrock F.C.) — бывший английский футбольный клуб из города Авели, в пригороде Таррока, в графстве Эссекс. Образован в 1985 году, до 2003 года назывался «Перфлит». Последний сезон провел в Премьер-дивизионе Истмийской лиги. Домашние матчи проводил на стадионе «Шип Лэйн».

## История

### Перфлит
ФК Перфлит был создан в апреле 1985 года. В сезоне 1985/86 клуб присоединился к резервному дивизиону Лиги Эссекса и провел там один сезон, прежде чем участвовать в соревнованиях основных команд. После финиша на третьем месте в своем дебютном сезоне, а также победы в Кубке лиги Эссекса, команда на следующий сезон делает «дубль», выигрывая и чемпионат, и вновь кубок лиги, получая повышение в Зону север Второго дивизиона Истмийской лиги. В сезоне 1988/98 клуб финиширует на втором месте и получает очередное повышение в Первый дивизион. Однако на следующий год команда не смогла удержаться в дивизионе, в конце сезона, оказавшись на предпоследнем месте.
В сезоне 1991/92 клуб одержал победу в лиге и вновь оказался в Первом дивизионе Истмийской лиги. Два года спустя команда снова получает повышение, после второго места в чемпионате.
В свой первый сезон в Премьер дивизионе Истмийской лиги команда смогла забить 76 голов в лиге, что стало четвертым результатом среди всех команд. Однако 90 пропущенных мячей позволили занять команде только лишь 16 место. В сезоне 1995/96 клуб вновь занимает 16 место в лиге, зато в Кубке Англии доходит до четвертого квалификационного раунда, где в переигровке уступает команде Рашден энд Даймондс. Символическая "месть" случилась в том же сезоне в розыгрыше ФА Трофи, где Перфлит в Первом раунде победил Рашден.

## Достижения
- Лига Эссекса
  - Победители 1987-88
  - Победители Кубка Лиги 1986-87, 1987-88
- Истмийская Лига
  - Второй дивизион Победители 1991-92
  - Победители Кубка Лиги 2003-04
- Кубок Эссекса
  - Победители 2003-04, 2004-05

## Рекорды
- Лучшая позиция в лиге: Третьи в Южной Конференции, 2004-05
- Лучшее выступление в Кубке Англии: Первый раунд, 2003-04, 2004-05
- Лучшее выступление в ФА Трофи: Четвертый раунд, 2004-05
- Лучшее выступление в ФА Ваза: Четвертый раунд, 1990-91